# Xã Grantsville, Quận Linn, Missouri
Xã Grantsville (tiếng Anh: Grantsville Township) là một xã thuộc quận Linn, tiểu bang Missouri, Hoa Kỳ. Năm 2010, dân số của xã này là 257 người.